# Место для шага вперёд
«Место для шага вперед» (также известна под названием «Белые дни») — песня советской рок-группы «Кино», написанная Виктором Цоем и вошедшая в студийный альбом «Звезда по имени Солнце» 1989 года.

## История создания
Могу совершенно точно сказать, что и «Звезду», и «Место для шага вперёд» Виктор написал в Алма-Ате. Знаю потому, что придумывал он их на моих глазах, на моей гитаре.Рашид Нугманов
Песню Виктор Цой написал в Казахстане, во время съёмок художественного фильма «Игла». Согласно воспоминаниям режиссёра Рашида Нугманова, Виктор написал композицию, подыгрывая себе на его гитаре. Рашид полагает также, что строчка «У меня есть братья, но нет родных» посвящена ему самому и его брату.

Это было во время съемки «Иглы», где-то в марте 1988 года. Тогда приехал Пётр Мамонов на озвучку, и откуда-то возникла идея съездить на Туюксу и Чимбулак. И вот вчетвером: Виктор, Пётр, я и мой брат за рулем «Газика» отправились в поход. Заехали высоко, стало очень холодно, пасмурно, продрогли как цуцики, все одеты кое-как. Остановились, вышли облегчиться.
Потом Виктор говорит: «Ну что, посмотрели, можно и домой». Все захохотали. Петя сказал: «Отличная поездочка», и мы двинули назад. По пути, по настоянию Петра, заехали к какому-то подвернувшемуся лесному обитателю в избушку. Он нас чаем напоил, и Петя долго и вдумчиво с ним о чём-то беседовал. Эта избушка и старичок ему страшно понравились.
А Виктор, вполне возможно, тогда и песню придумал. Он потом впервые спел её у нас дома. Все сразу поняли, что она про Алма-Ату, а строка: «У меня есть братья, но нет родных» — это о нас с братом.
— Рашид Нугманов

## Запись и выпуск

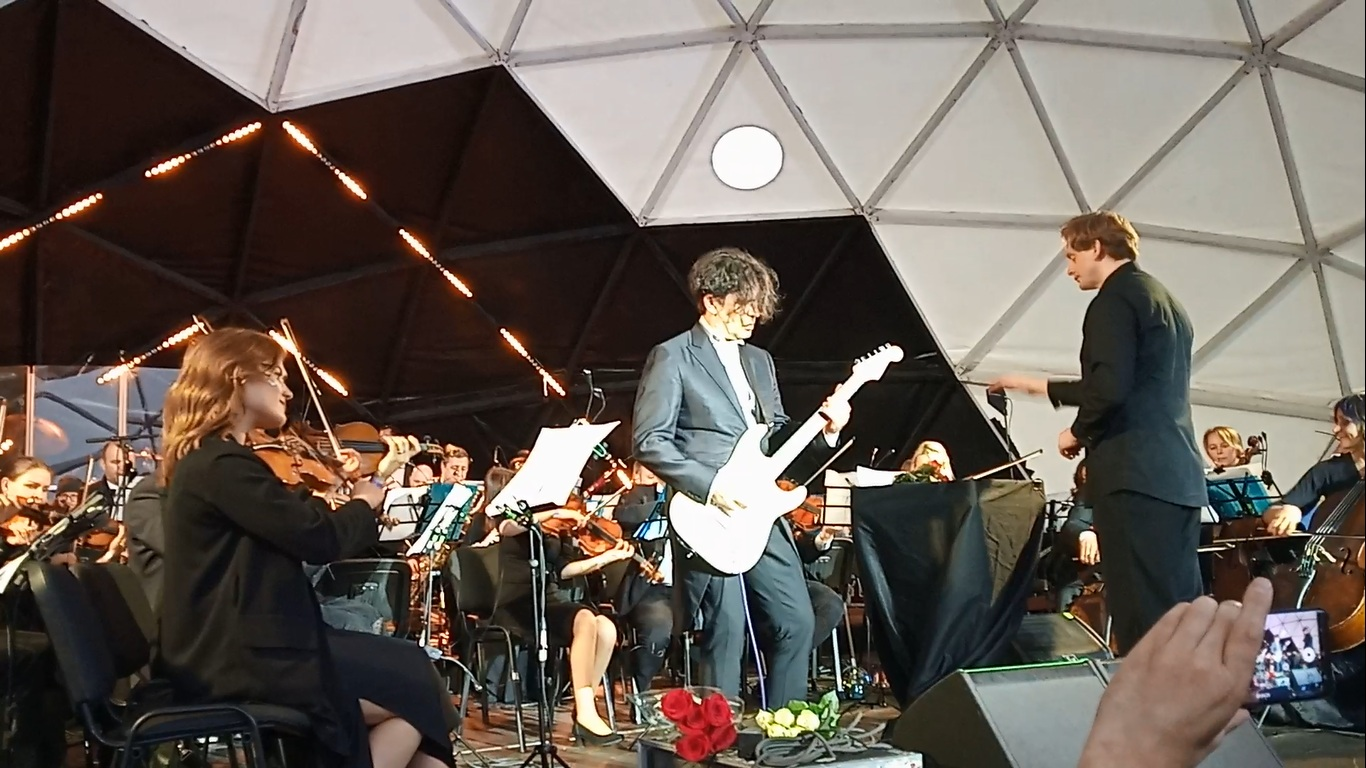
Оркестровую версию песни «Место для шага вперед» представили Юрий Каспарян и Игорь Вдовин в рамках проекта «Симфоническое Кино». Санкт-Петербург, 2019 год

Басист группы «Кино» Игорь Тихомиров вспоминал, что студийная работа над треком не вызвала затруднений.
По-моему, она — одна из песен, которая далась наиболее легко, потому что достаточно прозрачный материал сам по себе, и она у нас не вызывала трудностей аранжировочных и так далее… То есть, она шла достаточно быстро, легко…Игорь Тихомиров

## Участники записи

### Оригинальная версия
- Виктор Цой — вокал, гитара.
- Георгий Гурьянов — программирование драм-машины Yamaha RX-11.
- Юрий Каспарян — соло-гитара.
- Игорь Тихомиров — бас-гитара.

### Live 2022
- Виктор Цой — фонографический вокал.
- Олег Шунцов — ударные.
- Юрий Каспарян — соло-гитара.
- Игорь Тихомиров — бас-гитара.
- Александр Титов — бас-гитара
- Дмитрий Кежватов — ритм-гитара
- Роман Парыгин — труба
- Александр Цой — сведение